# Lijst van personages uit Flikken Rotterdam
Dit is een lijst van personages uit Flikken Rotterdam. Het gaat hierbij om de hoofdpersonen en de terugkerende bijrollen (in minimaal 5 afleveringen gespeeld). 

## Overzicht
Dit overzicht is bijgewerkt t/m 24 november 2023.
Legenda
| Mark van Eeuwen         | Dries van Weelden         | 10 afl. | 10 afl. | 10 afl. | 10 afl. | 10 afl. | 10 afl. | 10 afl. |  |  |  |  |
| Maartje van de Wetering | Esther Wegereef-Siebelink | 10 afl. | 10 afl. | 10 afl. | 10 afl. | 10 afl. | 2 afl.  |         |  |  |  |  |
| Huub Stapel             | OvJ Hein Berg             | 10 afl. | 10 afl. | 10 afl. | 10 afl. | 10 afl. | 10 afl. | 10 afl. |  |  |  |  |
| Cees Geel               | Stan Vroom                | 10 afl. | 10 afl. | 10 afl. | 10 afl. | 10 afl. | 10 afl. | 10 afl. |  |  |  |  |
| Maryam Hassouni         | Lieve Jansons             | 9 afl.  | 10 afl. |         |         |         |         |         |  |  |  |  |
| Ortál Vriend            | Noucha van Vliet          |         |         | 10 afl. | 10 afl. | 10 afl. | 10 afl. | 10 afl. |  |  |  |  |
| Anneke Sluiters         | Carolien Verbeek          |         |         |         |         |         | 9 afl.  | 10 afl. |  |  |  |  |
| Peter Paul Muller       | Ben Slachter              | 3 afl.  | 10 afl. |         |         |         |         |         |  |  |  |  |
| Ergun Simsek            | Sehrat Kaymak             | 7 afl.  |         |         |         |         |         |         |  |  |  |  |
| Richelle Plantinga      | Tess Berg                 | 7 afl.  | 1 afl.  |         |         |         |         |         |  |  |  |  |
| Kees Boot               | Hunter Vaals              | 7 afl.  |         |         |         |         |         |         |  |  |  |  |
| Cynthia Abma            | Anneke van Dijk           | 3 afl.  |         | 1 afl.  | 4 afl.  | 2 afl.  | 1 afl.  | 4 afl.  |  |  |  |  |
| Arnost Kraus            | Rijksrechercheur Van Looy | 5 afl.  |         | 1 afl.  |         |         |         |         |  |  |  |  |
| Yootha Wong-Loi-Sing    | Chantal Denswil           | 1 afl.  | 6 afl.  |         |         |         |         |         |  |  |  |  |
| Michiel Bakker          | Jacco Wegereef            | 4 afl.  |         | 1 afl.  | 6 afl.  |         |         |         |  |  |  |  |
| Arend Brandligt         | Jort Wester               |         | 10 afl. |         |         |         |         |         |  |  |  |  |
| Ruurt de Maesschalck    | Orlando Hooi              |         | 7 afl.  | 9 afl.  | 10 afl. | 10 afl. | 10 afl. | 10 afl. |  |  |  |  |
| Jack Wouterse           | Henri Houtman             |         | 5 afl.  |         |         |         |         |         |  |  |  |  |
| Bram Blankenstein       | Jeffrey Boot              |         | 5 afl.  |         |         |         |         |         |  |  |  |  |
| Florence Vos Weeda      | Sanne van Weelden         |         | 5 afl.  |         |         |         |         |         |  |  |  |  |
| Roosmarijn Wind         | Kim Stahl                 |         | 5 afl.  |         |         |         |         |         |  |  |  |  |
| Victor Löw              | Frits/Egbert Nekke        |         |         | 9 afl.  |         |         |         |         |  |  |  |  |
| Joy Delima              | Robin Garcia              |         |         | 9 afl.  | 10 afl. |         |         |         |  |  |  |  |
| Yassine El Ouardi       | Omar Kassir               |         |         | 8 afl.  |         |         |         |         |  |  |  |  |
| Imanuelle Grives        | Saskia van Dijk           |         |         | 6 afl.  |         |         |         |         |  |  |  |  |
| Merle Hartveld          | Maaike Lejeune            |         |         | 7 afl.  |         |         |         |         |  |  |  |  |
| Moïse Trustfull         | Tamara                    |         |         | 5 afl.  |         |         |         |         |  |  |  |  |
| Dragan Bakema           | Daniël Middendorp         |         |         |         | 6 afl.  |         |         |         |  |  |  |  |
| Denise Aznam            | Karin Chong               |         |         |         |         | 3 afl.  |         | 7 afl.  |  |  |  |  |
| Bart van den Donker     | Hajo Andriessen           |         |         |         | 1 afl.  | 2 afl.  | 2 afl.  | 1 afl.  |  |  |  |  |
| Miracle van der Ruit    | Koshi Muchumba            |         |         |         |         |         | 10 afl. |         |  |  |  |  |
| Eelco Smits             | Paul Beijerland           |         |         |         |         |         | 10 afl. | 1 afl.  |  |  |  |  |
| Erik Soomer             | Harm                      |         |         |         |         |         | 7 afl.  |         |  |  |  |  |
| Edo Brunner             | Tonio Reuter              |         |         |         |         |         | 4 afl.  |         |  |  |  |  |

## Hoofdpersonages
Dries van WeeldenDries is een rechercheur en ex-marinier; hij werkt samen met Esther Wegereef. Hij is als vrijgezel woonachtig in een klein appartement in Rotterdam. Hij heeft stiekem een oogje op zijn partner Esther.
Esther Wegereef-SiebelinkEsther is rechercheur en werkt samen met Dries van Weelden. Esther was getrouwd met Jacco en strenggelovig opgevoed. Dit laatste brengt haar in moeilijkheden. Dit komt doordat haar partner graag kinderen wil en er daarbij dan voor Esther geen ruimte meer is om te werken. Esther wil juist nog wachten met kinderen en blijft liever werken bij de recherche. Ze raakt gewond tijdens een achtervolging van een crimineel, en na een korte revalidatie komt ze weer terug op het bureau. Later neemt ze ontslag bij de politie en trekt ze in bij een Amish-genootschap. Later blijkt dat Esther  undercover ging bij deze sekte die eerder betrokken was bij een overval op één geldtransportwagen en later bij een aanslag op het internet, met het uiteindelijke doel om geld te stelen van de servers van de bank. Esther verlaat het team en gaat naar Groningen omdat ze niet meer met Dries kan samenwerken omdat hij verliefd op haar is.
Stan VroomStan is een rechercheur die samenwerkt met Ben Slachter. Hij is van de oude stempel en werkt daardoor vaak volgens de regels. Stan komt intelligent over, maar met zijn emoties kan hij veel minder goed overweg. Na de dood van Ben wordt Lieve Jansons de nieuwe partner van Stan, en later wordt Noucha van Vliet zijn partner. Door alle gebeurtenissen rondom Ben Slachter krijgt hij vertrouwensissues.
Lieve JansonsLieve is een rechercheur die de nieuwe partner van Stan Vroom wordt na de dood van Ben Slachter. Ze vraagt overplaatsing aan na het gedoe rondom Ben Slachter. Ze wordt opgevolgd door Noucha van Vliet.
Hein BergHein Berg is de Officier van Justitie. Hij is naar Rotterdam gekomen nadat hij een kroongetuigezaak heeft opgeblazen in Amsterdam. Hein worstelt regelmatig met de gedachtes rond de moord van zijn dochter Tess Berg. De dader werd wegens gebrek aan bewijs vrijgesproken. Daarom is Hein extra gemotiveerd om elke dader te pakken voor zijn daden. In veel zaken geeft Hein aanwijzingen in welke richting de rechercheurs het beste kunnen werken.
Noucha van VlietNadat Lieve overplaatsing heeft aangevraagd komt Noucha in haar plaats als rechercheur. Noucha is streng en hardhandig als het om criminelen gaat. In seizoen 5 leren we Noucha wat beter kennen en krijgen we te zien dat ze niet zo goed contact heeft met haar ouders en zelfs haar moeder niet wil zien op haar sterfbed omdat haar moeder er ook niet voor haar was in haar jeugd. Uiteindelijk gaat ze op advies van Stan Vroom die haar verteld dat ze niet moet gaan voor haar moeder maar voor haarzelf.
Carolien VerbeekCarolien komt het team versterken nadat Esther het team verlaat en ze wordt de nieuwe partner van Dries. Carolien is een zijinstromer met veel kennis als het gaat om financiële fraude.

## Terugkerende personages
Hieronder staan de terugkerende personages genoteerd per eerste verschijning.

### Seizoen 1
Tess BergTess is de dochter van Officier van Justitie Hein Berg. Ze is om het leven gekomen bij een schietpartij in een café. De dader is in eerste instantie vrijuit gegaan, maar wordt later opnieuw voor deze zaak opgepakt na een undercoveroperatie door Ben Slachter.
Sehrat KaymakInspecteur Sehrat Kaymak is de leidinggevende van het team. Hij wordt opgevolgd door Orlando Hooi. Het is niet bekend waarom Kaymak ermee gestopt is.
Ben SlachterRechercheur Ben Slachter is de partner van Stan Vroom. Hij wordt geschorst als hij tijdens een gijzeling van een meisje een crimineel doodschiet. Ben raakt gewond bij een achtervolging en wordt meegenomen in een auto. Niet veel later wordt zijn eigen auto in brand met resten bloed aangetroffen. Iedereen denkt dat Ben is overleden, maar hij blijkt alles in scène te hebben gezet om Hunter Vaals en Richard Nieuwerbroek  op te kunnen pakken. Dit loopt anders dan gepland en zijn collega's krijgen het zwaar te voortduren. Ben weet te voorkomen dat Stan wordt aangereden en hij schiet Hunter Vaals dood om Lieve Jansons te redden. Daarna wordt Ben vanuit het huis van bewaring op een undercoverproject gezet, waarbij hij moet komen te achterhalen wat Jort Wester werkelijk van plan is. De moordenaar van Tess Berg duikt ook op tijdens deze undercoveractie. Ben krijgt hierdoor nog een tweede undercoveractie te doen waarbij hij de bekentenis van de dader loskrijgt. Als hij later zich met de drugsdeal van Kim Stahl gaat bemoeien gaat het mis, hij raakt zwaargewond en overlijdt in de armen van zijn goede vriend Stan.
Jacco WegereefJacco is de man van Esther. Hij vindt het politiewerk te veel geweld hebben en wil graag dat ze stopt met werken. Hij wil graag kinderen met haar maar ze weigert. Een paar jaar later blijkt dat hij van Esther wil scheiden en heeft hij zijn intrek genomen in een Amish-genootschap. Esther vertelt hem dat de leider Daniel Middendorp niet is wie hij denkt. Daniel schiet hem daarna dood.

### Seizoen 2
Chantal DenswilChantal werkt in een café en assisteert Ben met zijn undercoveracties.
Orlando HooiOrlando Hooi is de opvolger van Sehrat Kaymak als leidinggevende van het team. Hij helpt hen waar hij kan, maar hij wil wel dat ze meer naar hem luisteren en zich aan de regels houden dan hulp te vragen aan Hein Berg. Wordt in de laatste aflevering van seizoen zeven - Judas - neergeschoten door Stan Vroom nadat is uitgekomen dat hij onder druk van de Panda Boïs, een criminele organisatie is komen te staan en een lijk heeft weggewerkt.
Jort WesterJort Wester is een keurige zakenman die beschuldigd wordt van de verkrachting van zijn stiefdochter Kim Stahl. Door de undercoveractie van Ben Slachter in de gevangenis blijkt hij echter Kim Stahl helemaal niet te verkracht hebben maar bezig te zijn met een drugszaak. Uiteindelijk wordt Jort dood geschoten door Kim Stahl.
Kim StahlKim is de stiefdochter van Jort Wester. Zij beschuldigt Jort ervan dat hij haar verkracht heeft. Echter blijken Kim en Jort samen te werken om een enorme hoeveelheid drugs binnen te krijgen en deze te verkopen. Na de undercovercoveractie van Ben Slachter vlucht ze met een vliegtuig.
Henry HoutmanHenry Houtman is ondernemer in de seksindustrie. Hij probeert dezelfde lading drugs in handen te krijgen als Jort Wester. Hierbij loopt Houtman echter op tegen Ben Slachter en Kim Stahl. Hij wordt gedood door Kim.
Sanne van WeeldenSanne is het nichtje van rechercheur Dries van Weelden. Zij gaat bij Dries logeren omdat zij vanwege haar nieuwe studie nog geen slaapplaats heeft. Achteraf blijkt Sanne naar Rotterdam te zijn gekomen omdat haar vriendin door Jeffrey Boot is vermoord en zij zelf Jeffrey wil uitschakelen. Ze keert weer terug naar huis als ze hoort dat Jeffrey is doodgeschoten.
Jeffrey BootJeffrey is de moordenaar van Sanne van Weelden's vriendin. Hij heeft al eerder meerdere jonge vrouwen vermoord. Nadat hij wordt neergeslagen, belandt hij in coma. Dit blijkt hij deels met behulp van zijn moeder te neppen. Jeffrey vermoordt vervolgens in het ziekenhuis de verpleegster, met wie Dries van Weelden date. Jeffrey gaat vervolgens achter Sanne van Weelden aan omdat Sanne hem heeft neergeslagen. Bij de Oude haven kan Dries hem doodschieten.

### Seizoen 3
Frits/Egbert NekkeFrits Nekke is een projectontwikkelaar die zijn oog heeft laten vallen op een quarantaineterrein dat binnen bepaalde tijd een miljoen waard is. Helaas heeft hij last van zijn tweelingbroer Egbert Nekke, die daarvoor al Officier van Justitie Kiki Ruijters heeft vermoord. Een tijdje later komen Stan en Dries erachter dat het geen tweeling is, maar dat Frits schizofrenie blijkt te hebben. Als het team hem wil arresteren pleegt hij zelfmoord om van zijn schizofrenie af te komen.
Omar KassirOmar is lid van een jeugdbende die samenwerkt met Egbert Nekke, de criminele tweelingbroer van de projectontwikkelaar Frits. Egbert ontvoert Omar en schiet hem dood.
Robin GarciaRobin is een jonge agente die is geïnfiltreerd in de jeugdbende van Omar onder de naam Charlie Oostzaan. Ze wordt ontvoerd door Egbert maar gelukkig bevrijd door het team Rotterdam. Later heeft ze zich vast bij het team aangesloten, maar ze komt in grote problemen als ze undercover gaat zonder toestemming van haar leidinggevende.
Saskia van DijkSaskia is een vriendin van Stan. Egbert Nekke ontvoert Saskia en bedreigt daarmee het team van Rotterdam; later wordt ze door hem vermoord.
Maaike LejeuneMaaike woont op het terrein waar projectontwikkelaar Frits de boel wil opkopen. Ze helpt het Rotterdamse team later om Egbert aan te houden.

### Seizoen 4
Daniel MiddendorpDaniel is de leider van een Amish-genootschap. Hij wil richting het Armageddon door het internet plat te leggen omdat het een uitvinding van de Duivel is. Nadat Daniel vermoedt dat zijn plan wordt verraden, doodt hij iedereen die te veel weet en/of uit de sekte wil stappen. Nadat zijn eerste aanslag mislukt dreigt Daniel alle kinderen van het genootschap op te blazen met bomvesten, maar Dries weet de bomvesten onschadelijk te maken en schiet Daniel dood.